# Maria Verkündigungskirche (Graz-Kroisbach)

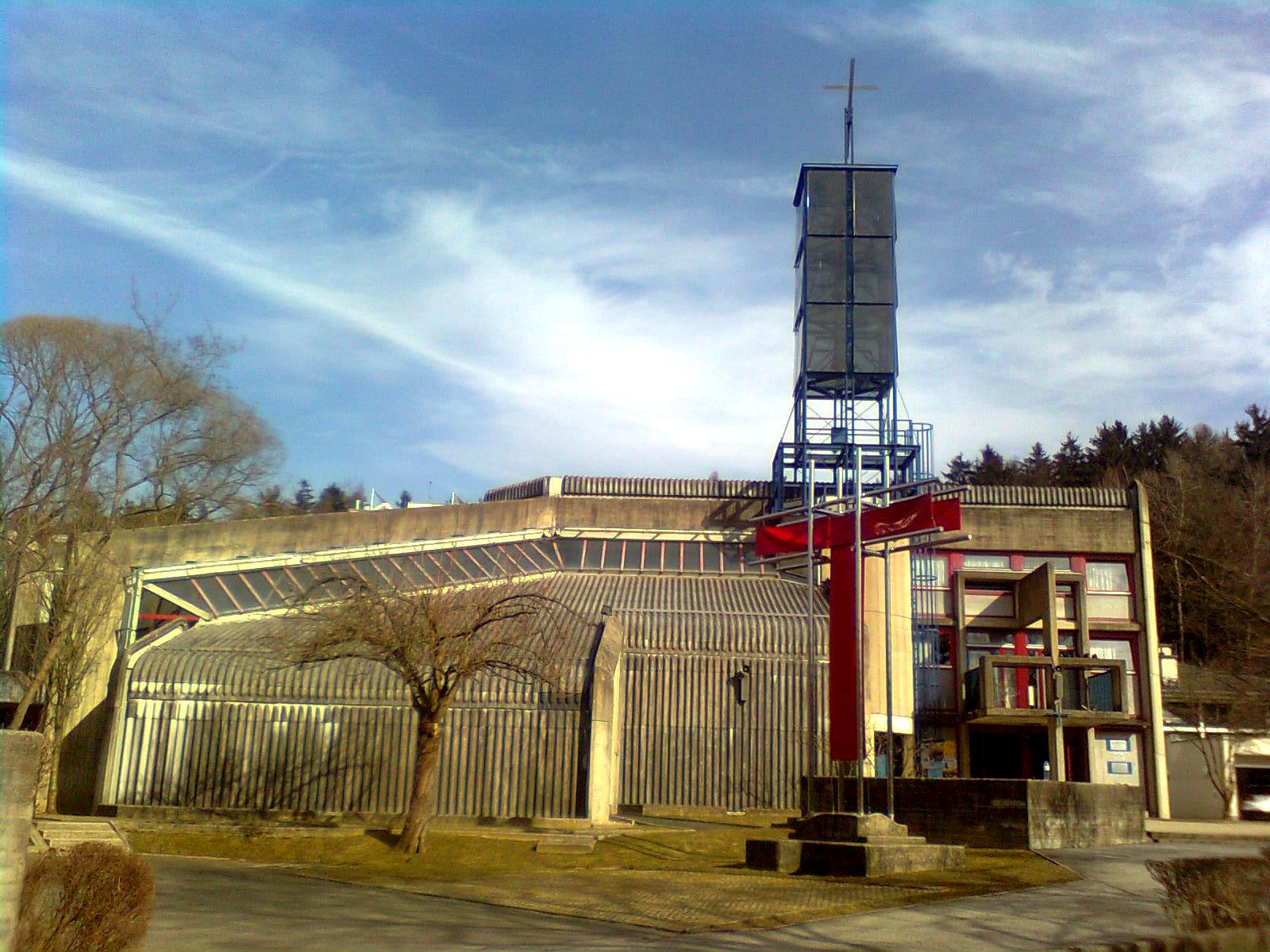
Maria Verkündigungskirche in Kroisbach

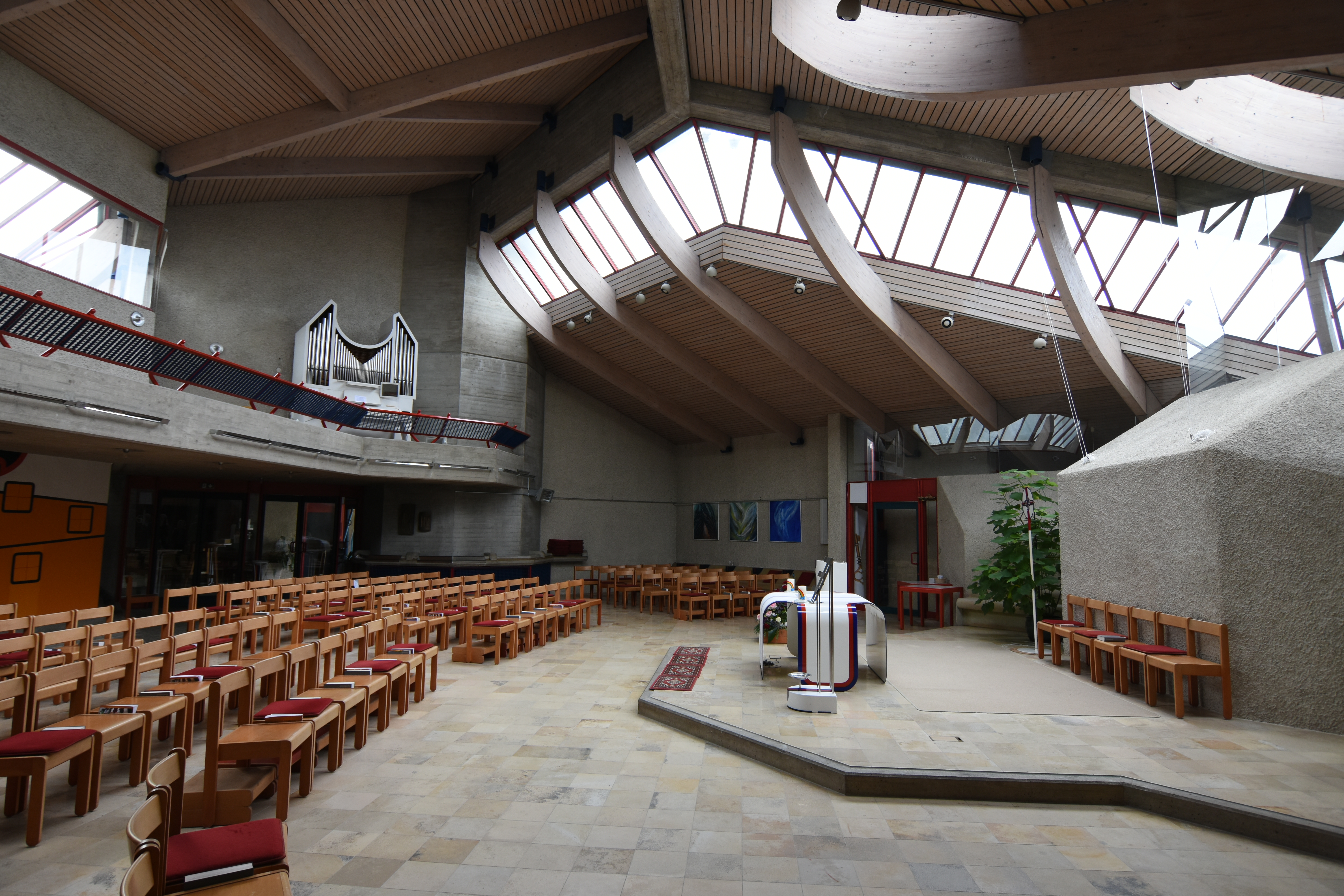
Innenansicht der Kirche

Die Maria Verkündigungskirche, auch Pfarrkirche Graz-Kroisbach, ist eine römisch-katholische Kirche in Kroisbach, einem Teil des elften Grazer Stadtbezirks Mariatrost. 

## Geschichte und Gestaltung
An jener Stelle, auf welcher die heutige Kirche steht, befand sich ein in vorchristliche Zeit zurückreichendes Quellheiligtum. Die in der Barockzeit errichtete und dem heiligen Johannes Nepomuk geweihte Kapelle wurde dort an der Straße nach Mariatrost errichtet. Die kleine Ortschaft Kroisbach gehörte zur Mariatroster Katastralgemeinde Wenisbuch. Die Gemeinde selbst wurde 1946 zu einem eigenständigen Stadtbezirk erhoben. Am Rehgrund, einem Teil von Kroisbach, wurde nach dem Zweiten Weltkrieg eine Barackensiedlung errichtet, welche die Bewohner des von Bomben zerstörten Bahnhofviertels aufnahm. Neben der alten Kapelle wurde schließlich im Jahr 1954 eine hölzerne Notkirche errichtet. 
Das heute bestehende Seelsorgezentrum mit der Maria Verkündigungskirche befindet sich wenige Meter von der Haltestelle Kroisbach der Straßenbahn Linie 1 entfernt. Der Gebäudekomplex wurde in die umliegenden Siedlungen am Rande des Leechwaldes integriert und 1974 geweiht. Die Pläne stammen von den Architekten Wolfgang Kapfhammer und Johannes Wegan. Der Grazer Künstler Gerhard Lojen gestaltete den Kircheninnenraum. 
Auf der zeltartigen Konstruktion des Daches befindet sich ein Turm, auf dessen Spitze ein Kreuz befestigt ist. Die im Turm befindlichen Glocken weisen vier sehenswerte Reliefe auf. Diese wurden nach Entwürfen des Grazer Künstlers Erwin Huber gefertigt. Ein T-förmiges Kreuz am Kirchenvorplatz weist auf die sakrale Funktion des Gebäudes hin. 
Die Pfarre ist Teil eines Pfarrverbandes mit Graz-St.Leonhard und Graz-Ragnitz.